# حمله اکتبر ۲۰۲۳ به جنین
در ۱۲ اکتبر ۲۰۲۳، اسرائیل به جنین در کرانه باختری یورش برد و یک تن از نیروهای حماس را بازداشت و تعدادی دیگر را مجروح کرد. در ۱۴ اکتبر ۲۰۲۳، اسرائیل به این شهر حمله کرد و چندین نفر را کشت.

## یادداشت
1. ↑  طبق نیروهای دفاعی اسرائیل